# A1 Ethniki miglior difensore
La A1 Ethniki miglior difensore è il premio conferito dalla A1 Ethniki al miglior difensore della stagione regolare.

## Vincitori
| Stagione  | Nazionalità   | Giocatore            | Squadra       |
| --------- | ------------- | -------------------- | ------------- |
| 2006-2007 | Grecia        | Michalīs Pelekanos   | Panellīnios   |
| 2007-2008 | Grecia        | Dīmītrīs Diamantidīs | Panathīnaïkos |
| 2008-2009 | Grecia        | Dīmītrīs Diamantidīs | Panathīnaïkos |
| 2009-2010 | Stati Uniti   | Josh Childress       | Olympiakos    |
| 2010-2011 | Grecia        | Dīmītrīs Diamantidīs | Panathīnaïkos |
| 2011-2012 | Stati Uniti   | Joey Dorsey          | Olympiakos    |
| 2012-2013 | Gabon         | Stéphane Lasme       | Panathīnaïkos |
| 2013-2014 | Gabon         | Stéphane Lasme (2)   | Panathīnaïkos |
| 2014-2015 | Stati Uniti   | Bryant Dunston       | Olympiakos    |
| 2015-2016 | Grecia        | Nick Calathes        | Panathīnaïkos |
| 2016-2017 | Grecia        | Nick Calathes (2)    | Panathīnaïkos |
| 2016-2017 | Grecia        | Kostas Papanikolaou  | Olympiakos    |
| 2017-2018 | Grecia        | Nick Calathes (3)    | Panathīnaïkos |
| 2018-2019 | Cuba          | Howard Sant-Roos     | AEK Atene     |
| 2019-2020 | Non assegnato | Non assegnato        | Non assegnato |
| 2020-2021 | Cuba          | Howard Sant-Roos (2) | Panathīnaïkos |
| 2021-2022 | Stati Uniti   | Thomas Walkup        | Olympiakos    |
| 2022-2023 | Stati Uniti   | Thomas Walkup (2)    | Olympiakos    |
| 2023-2024 | Stati Uniti   | Jerian Grant         | Panathīnaïkos |